# Kyparissos

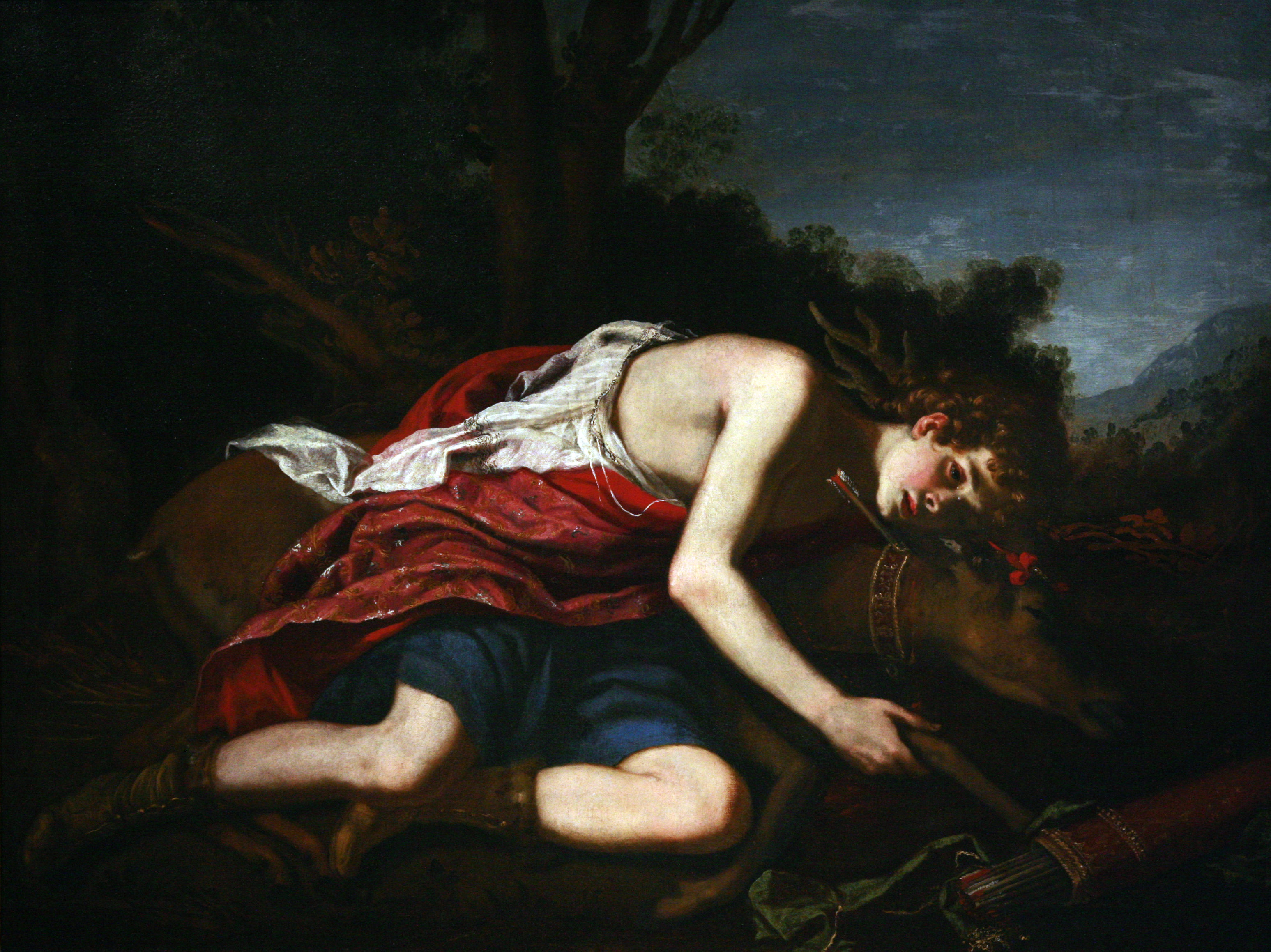
Kyparissos beweint den toten Hirschen in einer Darstellung des italienischen Künstlers Jacopo Vignali (Musée des Beaux-Arts de Strasbourg).

Kyparissos (altgriechisch Κυπάρισσος Kypárissos, lateinisch Cyparissus) aus Keos ist eine Gestalt der griechischen Mythologie.

## Mythos
Er ist ein Sohn des Telephos und ein Geliebter des Apollon.
Der junge Mann schließt enge Freundschaft mit einem wilden Hirschen. Er umsorgt das Tier lange Zeit, sodass es sich ihm schließlich sogar als Reittier anbietet. Als er es aus Versehen mit seinem Jagdspieß erlegt, während es im Unterholz schläft, bittet er die Götter, ihn von seinem Leid zu befreien, und sie verwandeln ihn in eine als Trauerbaum geltende Zypresse (lateinisch: cupressus). Seine Tränen fließen nach seiner Verwandlung als Baumharz weiter.
Nach einem anderen, aus dem Orient stammenden Mythos geschah dies, als Kyparissos, ein kretischer Jüngling, vor den Nachstellungen des Apollon oder des Zephyr an den Fluss Orontes in Syrien geflohen war.

## Nachantike Rezeption
- Cyparissus (Cyparis) – Filmvorführer von kleinwüchsiger Gestalt in dem Roman „Die letzte Welt“ des österreichischen Schriftstellers Christoph Ransmayr.